# Павловское (Курбское сельское поселение)
Павловское — опустевшая деревня в Ярославском районе Ярославской области. Входит в состав Курбского сельского поселения.

## География
Находится в восточной части Ярославской области на расстоянии приблизительно 23 км на запад-юго-запад по прямой от вокзала станции Ярославль Главный.

## История
В 1859 году здесь (деревня Ярославского уезда Ярославской губернии) было учтено 8 дворов.

## Население
Численность населения: 46 человек русские (1859 год), 0 как 2002 году, так и в 2010.